# الإدارة المدنية في لوكسمبورغ
منطقة الإدارة المدنية في لوكسمبورغ هي إدارة مدنية ألمانية في لوكسمبورغ التي احتلتها ألمانيا، كانت قائمة في الفترة من 29 يوليو 1940 إلى 30 أغسطس 1942، عندما ضمت لوكسمبورغ إلى جاو موزيلاند.

## التاريخ
تم تعيين غوستاف سيمون شيف دير زيفلرفالتونج (CdZ ؛ «رئيس الإدارة المدنية») من قبل القيادة العليا للجيوش الألمانية في 21 يوليو 1940. ثم أدرجت لوكسمبورغ في CdZ-Gebiet Luxembourgurg في 29 يوليو. بينما كانت في البداية تابعًا للإدارة العسكرية في بلجيكا وشمال فرنسا، تم تأكيد تعيين سيمون في 2 أغسطس من قِبل أدولف هتلر نفسه، مما يشير إلى أنه قدم تقارير مباشرة إلى الفوهرر وليس أي شخص آخر. هذا منحه درجة واسعة من الحكم الذاتي فيما يتعلق بالسلطات العسكرية والمدنية في ألمانيا النازية.
قاد سيمون، الذي كان يحمل رتبة غوليتر في جاو ترير كوبلنز لاحقا، فيما بعد موسيلاند (يُعتبر غوليتر لقبًا يدل على زعيم الفرع الإقليمي للحزب النازي) حملة دعائية ثم حملة إرهابية لاحقا، والمعروفة باسم هايم إنس رايخ، لإقناع السكان بأنهم من الألمان العرقيين وجزء طبيعي من الرايخ الثالث. كان هدفه «إعادة لوكسمبورغ إلى الأمة الألمانية في أقرب وقت ممكن.»  لقد كان مقتنعا بأن سكان لوكسمبورغ لا يحتاجون إلا إلى مستوى من التعليم والتنوير من أجل إعلان طوعي عن ولائهم لألمانيا. استنتج هذا من اعتقاده أنهم، في الواقع، ألمان «بالدم والنسب». بالنسبة إلى غوليتر، كان استقلال لوكسمبورغ «فكرة سخيفة»، إذا كان اللوكسمبورغ قد أظهروا دليلًا على انتمائهم للأمة الألمانية، يجب أن تختفي إرادة الاستقلال.

### التوحيد الألماني
وصلت إدارة سيمون إلى لوكسمبورغ مقتنعًا تمامًا أن «الألمان» من اللوكسمبورغيين بالكاد تاثرو بطبقة خارجية رقيقة من النفوذ الفرنسي. وهذا بدوره يعني أنه مع وجود قدر ضئيل من «الانهيار» من جانب إدارته، فإن الطابع الألماني للسكان سيكشف عن نفسه بشكل في النهاية. 
كان لسيمون هدفان واضحان:
- النازية وألمنة لوكسمبورغ، أي محو كل ما هو ليس ألمانيا، مثل الأسماء الفرنسية والكلمات من أصل فرنسي أو طريقة الحياة الفرنسية
- تدمير وتقطيع مؤسسات الدولة اللوكسمبرجية، وإدماج الدولة في الرايخ الثالث

أوضحت مجموعته الأولى من المراسيم هذه السياسة بوضوح شديد:
- 6 أغسطس 1940: أصبحت اللغة الألمانية هي اللغة الرسمية الوحيدة، وتم حظر استخدام اللغة الفرنسية. ينطبق الحظر على الاستخدام الرسمي والإداري وكذلك الحياة اليومية. تم تضمين التعبيرات الفرنسية من باب المجاملة مثل «بونجور»، «ميرسي»، "Monsieur"، «مدام»، وما إلى ذلك: كان على الناس الذين يحيون بعضهم البعض أن يقولوا «هايل هتلر».
- خريف 1940. تم حل الأحزاب السياسية والنقابات العمالية المستقلة والبرلمان. [1] وضعت جميع منظمات المجتمع المدني والصحافة تحت السيطرة النازية.
- حتى نهاية عام 1940. تم تقديم القانون الألماني بما في ذلك قانون محكمة خاصة (ألمانيا النازية) ونورمبرغ.
- 31 كانون الثاني (يناير) 1941: تم تطهير أسماء العائلات ذات الأسماء الفرنسية والأسماء الأولى وأسماء الشوارع والبلدات والمتاجر والشركات، أي ترجمتها إلى نظيرتها الألمانية أو استبدالها ببساطة بشيء أكثر جرمانية.[2] هنري أصبح هاينريش، ودوبونت أصبح بروكنر.
- 18 فبراير 1941: تم حظر ارتداء بيريه (قبعة تقليدية من شمال إقليم الباسك).
- من مايو 1941، أُمر العديد من شباب لوكسمبورغ بالمشاركة في خدمات عمال الرايخ

تم إطلاق حملة دعائية ضخمة للتأثير على السكان، لم يتعرض المنشقون والنقاد لتهديد فحسب، بل تعرض أيضًا المعلمين والمسؤولين وكبار رجال الأعمال، للتهديد بفقدان وظائفهم ما لم ينضموا إلى المنظمات النازية، مما أدى إلى زيادة التوظيف من جميع المهن. وثق سجل مركزي الرأي الشخصي بشأن النظام النازي لكل مواطن تقريبًا. الأشخاص الذين عارضوا النظام علنا فقدوا وظائفهم أو تم ترحيلهم، وبشكل أساسي إلى ألمانيا الشرقية وفي أسوأ الحالات تم إرسالهم إلى معسكرات الموت حيث مات الكثير منهم.
حاولت سلطات الاحتلال لتغطية لوكسمبورغ مع شبكة من المنظمات السياسية والاجتماعية والثقافية، مثل الموجودة أيضا في ألمانيا، بما في ذلك Hitlerjugend، البوند دويتشر مادل، وWinterhilfswerk، وNS-Frauenschaft، ودويتشه الجبهة العمالية. 